# أوارويت
هو معدن من معادن النيكل والحديد ويتفاوت تركيبه الكيميائي بين Ni2Fe وNi3Fe.
يعثر عليه أحياناً في تركيب الأحجار النيزكية، وكان قد وصف لأول مرة سنة 1885 في موقع قريب من خليج أواروا Awarua Bay في نيوزيلندا، ولذلك أطلقت عليه هذه التسمية.